# ديزيريه دل فالي
ديزيريه لويس ديل فالي دونهام لابروسكا (ولدت في 28 مايو 1982)، والمعروفة باسمها الفني ديزيريه ديل فالي، هي ممثلة أمريكية من أصل فلبيني ولدت لأب أيرلندي أمريكي يدعى كلويس إتش دونهام وأم فلبينية تدعى لورديس ديل فالي من لوبيز، كيزون.

## روابط خارجية
- ديزيريه دل فالي في قاعدة بيانات الأفلام على الإنترنت